# Raclette (comida)
Raclette ( /raˈklet/, pronunciación en francés: /ʁaklɛt/) es un plato suizo, también muy popular en Saboya, Francia, que se basa en calentar queso sobre una plancha y luego retirarlo (rascarlo), una vez se ha derretido. No se debe confundir con el raclette du Valais, un queso suizo comercializado especialmente para preparar este plato.

## Historia
Los platos de queso derretido son mencionados en textos medievales de los conventos suizos, ya en 1291. El queso fundido fue consumido originalmente por los campesinos en las regiones montañosas alpinas de los cantones de Valais y Friburgo (Suiza), y Saboya y Alta Saboya (Francia). Entonces se le conocía en la parte de habla alemana de Suiza como Bratchäs, o «queso tostado». Tradicionalmente, los pastores de vacas llevaban queso con ellos cuando trasladaban las vacas hacia o desde las pasturas de las montañas. Por la noche, el queso se colocaba junto a una fogata para ablandarlo y luego se esparcía sobre el pan. 
En Valais, la raclette se sirve típicamente con papas, pepinillos, cebollas en escabeche, té negro, otras bebidas calientes o vino Chasselas. Una opción francesa popular es servirlo con vino blanco, como el vino de Saboya, pero los Riesling o el pinot gris también son comunes. Tradicionalmente se consume con té negro, ya que una bebida tibia supuestamente mejora la digestión.
En Suiza, un raspador sirve continuamente todo en el restaurante desde un horno colocado en una mesa separada o cerca de un fuego de leña. En Francia, los restauradores a menudo colocan un horno de raclette directamente sobre la mesa, en cuyo caso los huéspedes deben hacer el raspado.

## Plato

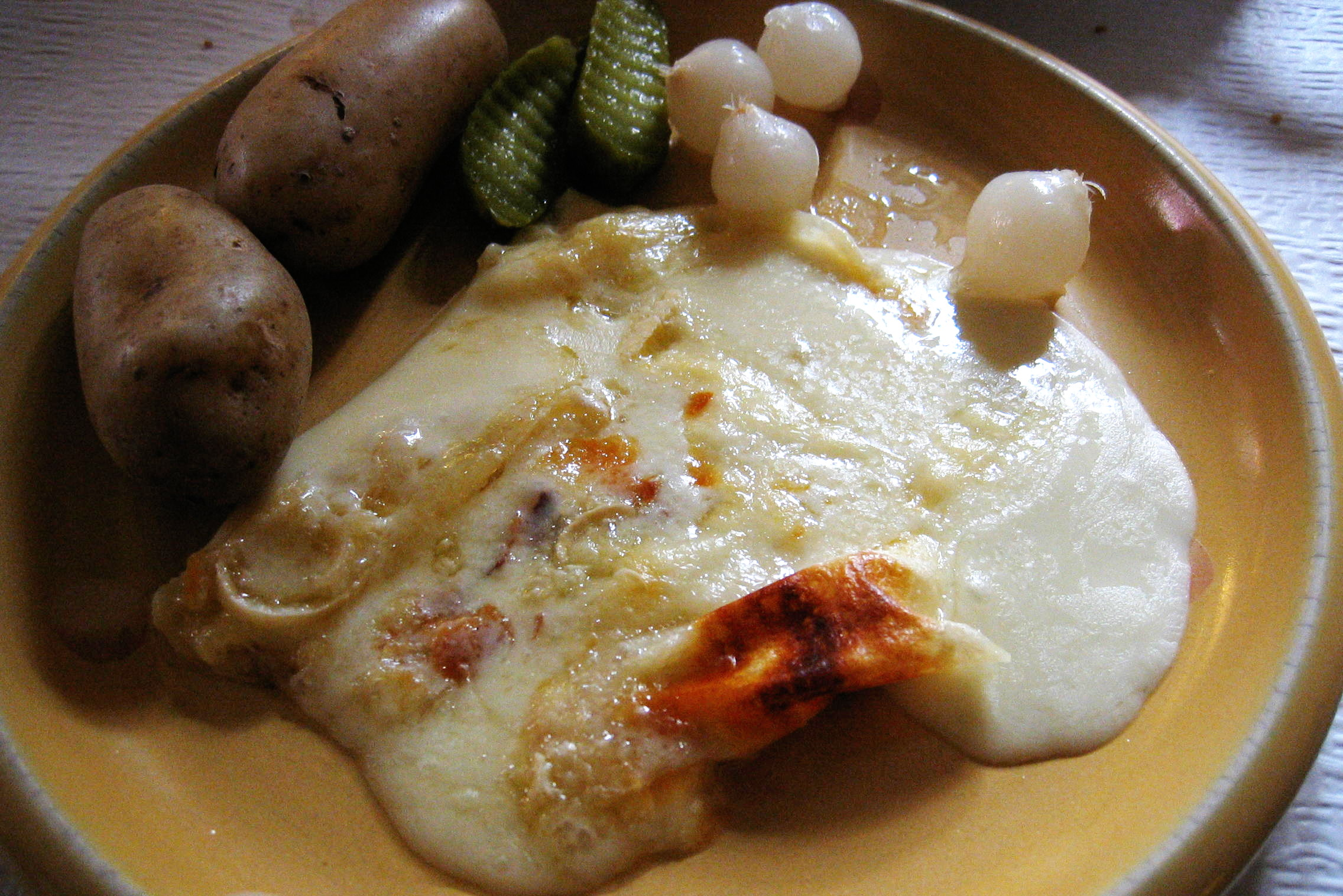
Raclette sobre un embutido

La raclette es un plato originario de ciertas regiones suizas. La ronda de queso raclette se calienta, ya sea frente al fuego o con una máquina especial, y luego se raspa y sirve en los platos de los comensales. En al menos un restaurante tradicional de Ginebra, el queso sólido se empala en una espiga junto al fuego para que gotee. Los platos calientes con dos o tres rodajas de papa hervida se colocan debajo para recoger las gotas y se sirven inmediatamente a los clientes.
Tradicionalmente, el queso se funde frente a un fuego abierto, con un gran trozo de queso frente al calor. Luego, regularmente se raspa el lado que se derrite. Algunos restaurantes que sirven raclette utilizan una lámpara de calor para sustituir el fuego abierto, con el queso colocado debajo de la lámpara. El queso fundido se acompaña de papas pequeñas y firmes (variedades bintje, charlotte o raclette), cornichons (pepinillos), cebollas encurtidas y carnes secas, como prosciutto, salami y viande des Grisons.

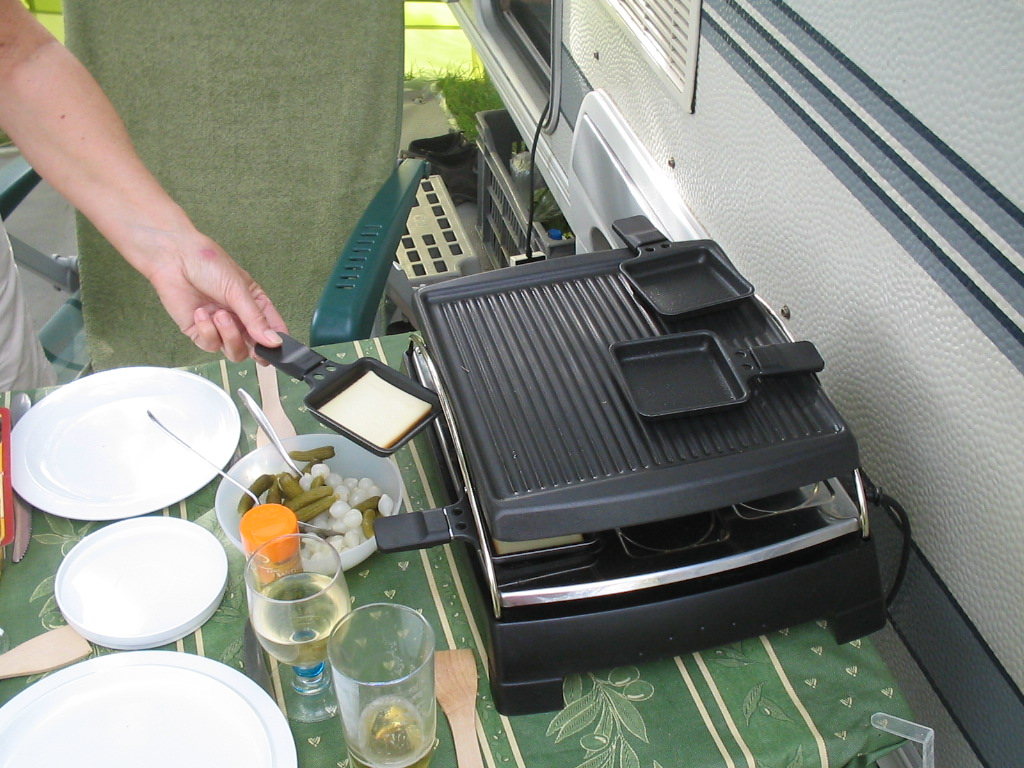
Horno-parrilla de mesa para preparar raclette

Una forma moderna de servir la raclette consiste en una parrilla eléctrica de sobremesa con pequeñas palitas o cacerolas, conocidas como coupelles, en las que se derriten las rebanadas de queso. Esta nueva forma se ha utilizado desde la década de 1950. Generalmente, la parrilla está coronada por una placa calefactora o plancha. En Suiza, a la raclette eléctrica se llama «raclonette». El dispositivo se coloca en el medio de la mesa. El queso se lleva a la mesa cortado en lonchas, acompañado de bandejas de patatas hervidas o al vapor, otras verduras y embutidos. Luego se mezclan todo y se cubre con queso en los pequeños coupelles en forma de cuña que se colocan debajo de la parrilla para fundir y dorar el queso. Alternativamente, las rebanadas de queso se pueden derretir y simplemente verter sobre la comida en el plato.
«Vercouline» es una raclette en la que se utiliza queso bleu du Vercors-Sassenage. En Franco Condado, el Bleu de Gex (o Bleu du Haut Jura) y el Morbier, ambos DOP, se utilizan como variantes.